# Conte maresciallo di Scozia
Il titolo nobiliare di Conte maresciallo di Scozia (in inglese Earl Marischal of Scotland, in passato chiamato Maresciallo di Scozia, Marshal of Scotland), fu un titolo della Parìa di Scozia, creato per Hervey de Keith, I maresciallo di Scozia, verso il 1160. E poi elevato a titolo nobiliare come Conte maresciallo di Scozia per William Keith, I conte maresciallo, verso il 1458.

## Descrizione
Il ruolo del maresciallo era di custode delle insegne reali della Scozia e di protettore della persona del Re durante le sedute parlamentari.
Il primo incarico fu svolto dal VII Conte durante le guerre dei tre regni: nascose le insegne nel castello di Dunnottar. 
Il ruolo di regolamentazione dell'araldica, che in Inghilterra è svolto dal conte maresciallo, in Scozia è svolto dal lord leone, re d'arme.
L'incarico separato di cavaliere maresciallo fu creato per la prima volta in occasione dell'incoronazione di Carlo I nel 1633. Questo incarico non si trasmette per via ereditaria, sebbene sia stato svolto dai membri della famiglia Keith.

## Storia
L'incarico di "maresciallo di Scozia" (marascallus Scotie o marscallus Scotie) fu mantenuto per via ereditaria dal membro anziano della famiglia Keith a partire da Hervey (Herveus) de Keith, il quale tenne l'incarico sotto Malcolm IV e William I. 
Il discendente di Herveus, Sir Robert de Keith (morto nel 1332), fu confermato nell'incarico di "Gran maresciallo di Scozia" da Robert Bruce verso il 1324.
Il pronipote di Robert de Keith, William, fu ammesso alla Parìa come conte maresciallo da Giacomo II all'incirca nel 1458. La Parìa fu persa quando George Keith, il X Conte, aderì all'insurrezione giacobita del 1715.

## I marescialli e i gran marescialli di Scozia
- Hervey de Keith, I maresciallo di Scozia (morto verso il 1196)
- Philip de Keith (morto verso il 1225)
- David de Keith (congiuntamente con suo fratello, il precedente Philip, e suo nipote, il successivo Hervey)
- Hervey de Keith (morto verso il 1250)
- John de Keith (morto verso il 1270)
- William de Keith (morto verso il 1293)
- Robert Keith (morto nel 1332)
- Robert Keith (morto nel 1346)
- Edward de Keith (morto verso il 1351)
- Sir William de Keith (morto verso il 1410)
- Robert de Keith (morto verso il 1430)

## I conti marescialli (a partire da circa il 1458)
- William Keith, I conte maresciallo (morto nel 1463)
- William Keith, II conte maresciallo (morto nel 1483)
- William Keith, III conte maresciallo (morto nel 1530)
- William Keith, IV conte maresciallo (morto nel 1581)
- George Keith, V conte maresciallo (circa 1553 – 1623)
- William Keith, VI conte maresciallo (circa 1585 – 1635)
- William Keith, VII conte maresciallo (1614 – 1671)
- George Keith, VIII conte maresciallo (morto nel 1694)
- William Keith, IX conte maresciallo (circa 1664 – 1712)
- George Keith, X conte maresciallo (circa 1693 – 1778) (perdita del titolo nel 1715)

Alcune fonti utilizzano una diversa numerazione, cosicché l'ultimo Conte fu il IX conte maresciallo e non il X.